# براونزفيل (تكساس)
براونزفيل (بالإنجليزية: Brownsville)‏ هي مدينة أمريكية تقع في ولاية تكساس.تبلغ مساحة هذه المدينة 382 (كم²)،ويبلغ عدد سكانها 175023 نسمة حسب إحصاء سنة 2010 م. تشير إحصاءات سنة 2000م بأن الكثافة السكانية في هذه المدينة تقدر بـ(458.2) نسمة/كم2.

## التركيبة السكانية
حدّد مكتب تعداد الولايات المتحدة بيانات التركيبة السكانية لبراونزفيل في تعداد الولايات المتحدة. في ما يلي، التركيبة السكانية حسب تعدادي 2000 و2010.

### تعداد عام 2000
بلغ عدد سكان براونزفيل 139,722 نسمة بحسب تعداد عام 2000، وبلغ عدد الأسر 38,174 أسرة وعدد العائلات 32,188 عائلة مقيمة في المدينة. في حين سجلت الكثافة السكانية 371.6 نسمة لكل كيلومتر مربع (962.4/ميل2). وبلغ عدد الوحدات السكنية 42,323 وحدة بمتوسط كثافة قدره 112.6 لكل كيلومتر مربع (291.6/ميل2).
وتوزع التركيب العرقي للمدينة بنسبة 81.65% من البيض و0.41% من الأمريكيين الأفارقة و0.42% من الأمريكيين الأصليين و0.54% من الأمريكيين ذوي الأصول الآسيوية و0.03% من سكان جزر المحيط الهادئ و14.66% من الأعراق الأخرى و2.29% من عرقين مختلطين أو أكثر و91.28% من الهسبانيون أو اللاتينيون من أي عرق.
بلغ عدد الأسر 38,174 أسرة كانت نسبة 58% منها لديها أطفال تحت سن الثامنة عشر تعيش معهم، وبلغت نسبة الأزواج القاطنين مع بعضهم البعض 59.3% من أصل المجموع الكلي للأسر، ونسبة 20.9% من الأسر كان لديها معيلات من الإناث دون وجود شريك، بينما كانت نسبة 4.1% من الأسر لديها معيلون من الذكور دون وجود شريكة وكانت نسبة 15.7% من غير العائلات. تألفت نسبة 13.7% من أصل جميع الأسر من عدة أفراد يعيشون في نفس المنزل ونسبة 6.7% كانت تتألف من شخص يعيش بمفرده يبلغ من العمر 65 عاماً أو أكثر. وبلغ متوسط حجم الأسرة المعيشية 3.62، أما متوسط حجم العائلات فبلغ 3.99.
بلغ العمر الوسطي للسكان 27.7 عاماً. وكانت نسبة 34.6% من القاطنين تحت سن الثامنة عشر، وكانت نسبة 11% بين الثامنة عشر والرابعة والعشرين عاماً، ونسبة 27.1% كانت واقعةً في الفئة العمرية ما بين الخامسة والعشرين والرابعة والأربعين عاماً، ونسبة 17.1% كانت ما بين الخامسة والأربعين والرابعة والستين، ونسبة 9.1% كانت ضمن فئة الخامسة والستين عاماً فما فوق. يوجد لكل 100 أنثى 88.1 ذكر، ويوجد لكل 100 أنثى في الثامنة عشر من عمرها فما فوق 81.3 ذكر.
بلغ متوسط دخل الأسرة في المدينة 24,468 دولارًا، أما متوسط دخل العائلة فبلغ 26,186 دولارًا. وكان متوسط دخل الذكور 21,739 دولارًا مقابل 17,116 دولارًا للإناث. وسجل دخل الفرد الخاص بالمدينة 9,762 دولارًا. وكانت نسبة 32.4% من العائلات ونسبة 36% من السكان تحت خط الفقر، وكان من هؤلاء نسبة 45.3% تحت سن الثامنة عشر ونسبة 31% في الخامسة والستين من العمر وما فوق.

### تعداد عام 2010
بلغ عدد سكان براونزفيل 175,023 نسمة بحسب تعداد عام 2010، وبلغ عدد الأسر 49,871 أسرة وعدد العائلات 41,047 عائلة مقيمة في المدينة. في حين سجلت الكثافة السكانية 465.4 نسمة لكل كيلومتر مربع (1,205.4/ميل2). وبلغ عدد الوحدات السكنية 53,936 وحدة بمتوسط كثافة قدره 143.4 لكل كيلومتر مربع (371.4/ميل2).
وتوزع التركيب العرقي للمدينة بنسبة 87.98% من البيض و0.41% من الأمريكيين الأفارقة و0.35% من الأمريكيين الأصليين و0.68% من الأمريكيين ذوي الأصول الآسيوية و0.02% من سكان جزر المحيط الهادئ و9.10% من الأعراق الأخرى و1.46% من عرقين مختلطين أو أكثر و93.19% من الهسبانيون أو اللاتينيون من أي عرق.
بلغ عدد الأسر 49,871 أسرة كانت نسبة 54.3% منها لديها أطفال تحت سن الثامنة عشر تعيش معهم، وبلغت نسبة الأزواج القاطنين مع بعضهم البعض 54.1% من أصل المجموع الكلي للأسر، ونسبة 22.9% من الأسر كان لديها معيلات من الإناث دون وجود شريك، بينما كانت نسبة 5.3% من الأسر لديها معيلون من الذكور دون وجود شريكة وكانت نسبة 17.7% من غير العائلات. تألفت نسبة 15.2% من أصل جميع الأسر من عدة أفراد يعيشون في نفس المنزل ونسبة 6.6% كانت تتألف من شخص يعيش بمفرده يبلغ من العمر 65 عاماً أو أكثر. وبلغ متوسط حجم الأسرة المعيشية 3.48، أما متوسط حجم العائلات فبلغ 3.88.
بلغ العمر الوسطي للسكان 29.5 عاماً. وكانت نسبة 34% من القاطنين تحت سن الثامنة عشر، وكانت نسبة 10% بين الثامنة عشر والرابعة والعشرين عاماً، ونسبة 26.6% كانت واقعةً في الفئة العمرية ما بين الخامسة والعشرين والرابعة والأربعين عاماً، ونسبة 19.4% كانت ما بين الخامسة والأربعين والرابعة والستين، ونسبة 9.9% كانت ضمن فئة الخامسة والستين عاماً فما فوق. وتوزع التركيب الجنسي للسكان بنسبة 47.2% ذكور و52.8% إناث.

## المناخ
يظهر الجدول التالي التغييرات المناخية على مدار السنة لبراونزفيل:
| البيانات المناخية لـبراونزفيل                         | البيانات المناخية لـبراونزفيل | البيانات المناخية لـبراونزفيل | البيانات المناخية لـبراونزفيل | البيانات المناخية لـبراونزفيل | البيانات المناخية لـبراونزفيل | البيانات المناخية لـبراونزفيل | البيانات المناخية لـبراونزفيل | البيانات المناخية لـبراونزفيل | البيانات المناخية لـبراونزفيل | البيانات المناخية لـبراونزفيل | البيانات المناخية لـبراونزفيل | البيانات المناخية لـبراونزفيل | البيانات المناخية لـبراونزفيل |
| الشهر                                                 | يناير                         | فبراير                        | مارس                          | أبريل                         | مايو                          | يونيو                         | يوليو                         | أغسطس                         | سبتمبر                        | أكتوبر                        | نوفمبر                        | ديسمبر                        | المعدل السنوي                 |
| ----------------------------------------------------- | ----------------------------- | ----------------------------- | ----------------------------- | ----------------------------- | ----------------------------- | ----------------------------- | ----------------------------- | ----------------------------- | ----------------------------- | ----------------------------- | ----------------------------- | ----------------------------- | ----------------------------- |
| الدرجة القصوى °ف (°م)                                 | 95 (35)                       | 94 (34)                       | 106 (41)                      | 104 (40)                      | 102 (39)                      | 104 (40)                      | 104 (40)                      | 105 (41)                      | 105 (41)                      | 99 (37)                       | 98 (37)                       | 94 (34)                       | 106 (41)                      |
| متوسط درجة الحرارة الكبرى °ف (°م)                     | 70.6 (21.4)                   | 73.7 (23.2)                   | 78.9 (26.1)                   | 83.7 (28.7)                   | 88.4 (31.3)                   | 92.1 (33.4)                   | 93.6 (34.2)                   | 94.4 (34.7)                   | 90.5 (32.5)                   | 85.7 (29.8)                   | 79.1 (26.2)                   | 71.8 (22.1)                   | 83.5 (28.6)                   |
| متوسط درجة الحرارة الصغرى °ف (°م)                     | 51.6 (10.9)                   | 54.7 (12.6)                   | 59.6 (15.3)                   | 65.9 (18.8)                   | 72.3 (22.4)                   | 75.7 (24.3)                   | 76.3 (24.6)                   | 76.2 (24.6)                   | 73.1 (22.8)                   | 66.9 (19.4)                   | 59.6 (15.3)                   | 52.7 (11.5)                   | 65.4 (18.6)                   |
| أدنى درجة حرارة °ف (°م)                               | 18 (−8)                       | 12 (−11)                      | 28 (−2)                       | 37 (3)                        | 41 (5)                        | 56 (13)                       | 58 (14)                       | 63 (17)                       | 51 (11)                       | 35 (2)                        | 27 (−3)                       | 16 (−9)                       | 12 (−11)                      |
| الهطول إنش (مم)                                       | 1.27 (32)                     | 1.08 (27)                     | 1.23 (31)                     | 1.54 (39)                     | 2.64 (67)                     | 2.57 (65)                     | 2.04 (52)                     | 2.44 (62)                     | 5.92 (150)                    | 3.74 (95)                     | 1.82 (46)                     | 1.15 (29)                     | 27.44 (697)                   |
| متوسط أيام هطول الأمطار (≥ 0.01 in)                   | 7.3                           | 5.5                           | 4.4                           | 4.0                           | 4.9                           | 5.9                           | 5.3                           | 6.6                           | 10.0                          | 7.5                           | 6.0                           | 7.0                           | 74.4                          |
| متوسط الرطوبة النسبية (%)                             | 79.3                          | 77.4                          | 74.6                          | 75.1                          | 76.5                          | 75.0                          | 73.2                          | 73.8                          | 76.3                          | 75.3                          | 76.1                          | 78.2                          | 75.9                          |
| ساعات سطوع الشمس الشهرية                              | 130.6                         | 151.3                         | 206.8                         | 232.7                         | 266.4                         | 306.5                         | 334.4                         | 306.4                         | 252.0                         | 228.3                         | 166.2                         | 130.7                         | 2٬712٫3                       |
| نسبة وصول أشعة الشمس                                  | 39                            | 48                            | 56                            | 61                            | 64                            | 74                            | 79                            | 76                            | 68                            | 64                            | 51                            | 40                            | 61                            |
| متوسط مؤشر الأشعة فوق البنفسجية                       | 5                             | 7                             | 9                             | 11                            | 11                            | 12                            | 11                            | 11                            | 10                            | 8                             | 6                             | 5                             | 9                             |
| المصدر #1: NOAA (relative humidity and sun 1961−1990) |                               |                               |                               |                               |                               |                               |                               |                               |                               |                               |                               |                               |                               |
| المصدر #2: Weather Atlas                              |                               |                               |                               |                               |                               |                               |                               |                               |                               |                               |                               |                               |                               |

## توأمة
لبراونزفيل (تكساس) اتفاقيات توأمة مع كل من:
- بارانكيا
- ماتاموروس

## أعلام
- جيمس بي. ولس جونيور
- جون جوزيف فيتزباتريك
- ويليام جيسي غود لاند
- بنجامين د. وود
- رينالدو غيرا غارزا
- برنارد كوالسكي
- خوان غارزا
- هنري شميت
- فرانك جود
- آرثر إتش ويلسون